# Pireneitega neglecta
Pireneitega neglecta är en spindelart som först beskrevs av Hu 200.  Pireneitega neglecta ingår i släktet Pireneitega och familjen mörkerspindlar. Inga underarter finns listade i Catalogue of Life.